# Cyanagraea praedator
Cyanagraea praedator is een krabbensoort uit de familie van de Bythograeidae. De wetenschappelijke naam van de soort is voor het eerst geldig gepubliceerd in 1984 door Saint Laurent.